# Together (Zweedse band)
Together was een Zweedse popgroep die in 1995 is opgericht aan de Zweedse westkust. Hun grootste hit was het nummer Vänner, het themalied van de tv-serie Vänner och fiender, dat de platina-status haalde. Het nummer schoot in de 9e week van 1997 naar de eerste plaats op de Zweedse toplijst en hield deze positie zes weken vast.
John Ballard en StoneStream waren de drijvende kracht toen de groep werd opgericht. Zelfs Ulf Ekberg van Ace of Base is betrokken geweest bij de groep. Together had succes, zowel in Zweden als in het buitenland, voornamelijk Duitsland

## Discografie

### Albums
- A day like this (1997)[3]
- Spår i sanden (1998)[4]

### Singles
- Vänner
- Anyhow (1996)[5]
- Här står jag nu (1998)[6]
- Sommaren är över (1998)[7]

## Gelijknamige bands
Er zijn meerdere bands met deze naam, onder andere:
- Together (Britse band), een Britse techno- en houseband
- Together (Franse band), een Franse houseduo, bestaande uit dj Falcon en Thomas Bangalter, mede-oprichter van Daft Punk